# فرودگاه مونترآل/له سدر
فرودگاه مونترآل/له سدر (به انگلیسی: Montréal/Les Cèdres Airport) یک فرودگاه همگانی با کد یاتا SS3 است که یک باند فرود آسفالت دارد و طول باند آن ۹۱۴ متر است. این فرودگاه در کشور کانادا قرار دارد و در ارتفاع ۴۹ متری از سطح دریا واقع شده‌است.